# غار مرکردل
غار مرکردل مربوط به دوران پارینه‌سنگی جدید است و در شهرستان سلسله (الشتر)، بخش مرکزی، دهستان یوسفوند، ۳ کیلومتری شمال شرق روستای کره جان متروکه به خط مستقیم واقع شده و این اثر در تاریخ ۳۰ بهمن ۱۳۸۶ با شمارهٔ ثبت ۲۱۱۱۴ به‌عنوان یکی از آثار ملی ایران به ثبت رسیده است.